# Herb Stawisk
Herb Stawisk – jeden z symboli miasta Stawiski i gminy Stawiski w postaci herbu.

## Wygląd i symbolika
Herb przedstawia na czerwonej tarczy topór barwy srebrnej z żółtym trzonkiem, zwrócony (heraldycznie) ostrzem w prawo.
Herbu topór był Stanisław Kisielnicki, członek ostatnich właścicieli miasta (do 1939).